# Alhagi maurorum
Espèce
Alhagi maurorum est une espèce de plantes à fleurs de la famille des Fabaceae et du genre Alhagi. C'est une plante herbacée originaire de l'Ancien Monde (Asie centrale et occidentale, Afrique du Nord, est de l'Europe). Elle a été introduite dans d'autres régions du Monde.

## Description
Alhagi maurorum est une plante herbacée vivace ascendante, résistante à la sécheresse et au sel, richement ramifiée, ou comme un sous-arbrisseau et atteint une hauteur de 0,3 à 1,5 mètres. Il existe un système racinaire rampant et ligneux. Le système racinaire bien développé s'étend à la fois horizontalement et verticalement et atteint une profondeur allant jusqu'à 2 m et une distance allant jusqu'à 8 m de l'axe des pousses. Les racines forment une symbiose avec les bactéries nodulaires. De nouvelles pousses peuvent se développer à partir de ce système racinaire largement ramifié, donnant lieu à des peuplements étendus. Les nombreux axes de pousse sont épineux. Les axes des pousses verdâtres sont initialement poilus et chauves. Les épines pointues, longues de 1 à 2,5 cm, sont jaunes à l'extrémité et se trouvent principalement sur les pousses courtes. Les pousses courtes sont également capables de photosynthèse. Il y a peu de stipules, principalement tombantes.
Alhagi maurorum est caduque dans les climats chauds, elle est donc semi-persistante. Les feuilles sont disposées alternativement et divisées en pétioles et limbes. Le pétiole est court ou les feuilles sont presque sessiles. Le limbe entier, simple, épais et coriace, est initialement poilu, puis devient glabre. Le limbe, atteignant 2,5 cm de long, tronqué à échancré ou arrondi, rarement pointu et parfois finement pointu, est elliptique à obovale et se rétrécit vers le pétiole.
La période de floraison se situe pendant les mois d'été. Les fleurs se forment sur les pousses courtes et épineuses, individuellement ou en groupes racémeux de deux à huit. Au cours de l'anthèse, la couleur des fleurs passe du brun au rouge, en passant par le marron et le violet, et vire au violet à mesure qu'elle s'estompe. Les fleurs du papillon hermaphrodite à périanthes doubles sont zygomorphes et mesurent 8 à 9 mm de long.
La plante ne fleurit pas du tout dans les zones humides et ombragées. Il y a aussi moins d’épines et les feuilles sont plus grandes. Les fleurs ne produisent généralement que quelques fruits.
Les fruits mûrissent à la fin de l'été. Les légumineuses de 1 à 3 cm de long, brun rougeâtre, ne s'ouvrant pas, légèrement poilues à glabres, généralement courbées, contiennent chacune trois à cinq graines, rarement plus ou moins. La légumineuse est plus ou moins fortement resserrée entre les graines et possède un bec effilé vers une pointe. Les graines légèrement réniformes, dures et à coque épaisse, sont brunes à jaunâtres ou brun verdâtre, marbrées de taches sombres. Les graines restent fertiles pendant de nombreuses années.
Le nombre de chromosomes est 2n = 16.

## Répartition
Alhagi maurorum est présente originellement du sous-continent indien à l'Asie centrale et à l'Asie du Sud-Ouest, en passant par la Sibérie, la région du Caucase et l'Afrique du Nord. Les emplacements se trouvent dans la partie sud de l'Europe et dans la partie sud de la Sibérie occidentale de la Russie, en Arménie, Azerbaïdjan, Ciscaucasie, Daghestan, Kazakhstan, Tadjikistan, Turkménistan, Ouzbékistan, Koweït, Afghanistan, Chypre, Iran, Irak, Israël, Jordanie, Liban, Syrie, Turquie, nord-ouest de la Chine, Mongolie, nord de l'Inde et Pakistan.
Alhagi maurorum s'est désormais répandu dans d'autres régions du monde, comme l'Australie, l'Afrique du Sud et l'Amérique du Nord. Elle est déclarée plante envahissante pour la première fois en Californie en 1921, puis s'est propagée à d'autres États. La propagation néophyte s'est produite à l'origine par des graines de luzerne contaminées ou par du compost ajouté aux plantes méditerranéennes importées. Dans une certaine zone, en plus de la propagation naturelle, la propagation végétative par des morceaux de racines attachés aux outils de travail du sol ou la propagation générative par le bétail en pâturage est également possible.

## Classification
Le nom valide complet (avec auteur) de ce taxon est Alhagi maurorum Medik., 1787.
Alhagi maurorum est décrit par Carl von Linné sous le nom de Hedysarum alhagi et publié dans Species plantarum en 1753. La nouvelle combinaison pour former le nom actuel Alhagi maurorum est réalisée en 1787 par Friedrich Kasimir Medikus.
Alhagi maurorum a pour noms vernaculaires Herbe à chameau.
Alhagi maurorum a pour synonymes :
- Alhagi alhagi (L.) Huth
- Alhagi camelorum DC.
- Alhagi camelorum var. spinis-elongatis Boiss.
- Alhagi kirghisorum Grossh.
- Alhagi maurorum subsp. maurorum
- Hedysarum alhagi L.

## Gastronomie
Lors des journées chaudes pendant la floraison ou pendant la maturation des fruits, ainsi que par suite de blessures, l'espèce Alhagi, dans certains endroits, mais pas partout, transpire une excrétion comestible semblable à du miel (manne) la nuit jusqu'au crépuscule, ce qui devient rougeâtre, les grains brun se solidifient et sont collectés dans des bocaux. Les rameaux sucrés peuvent être mâchés.

## Médecine
En naturopathie, Alhagi maurorum est considéré comme diaphorétique, laxatif, diurétique, expectorant et provoque des nausées. Elle est utilisée pour traiter les tumeurs, les ulcères, les polypes nasaux, les maladies biliaires, la fièvre, les maux de tête et les rhumatismes.
Plusieurs effets ont été confirmés dans des études scientifiques. Elle possède des propriétés antibactériennes et antioxydantes, ainsi que des propriétés antipyrétiques et antidiarrhéiques. De plus, lors d'expériences sur des souris, les problèmes hépatiques ont été améliorés et des effets positifs contre les tumeurs ont été obtenus. Il existe un avertissement concernant les effets secondaires indésirables chez les nouveau-nés et les nourrissons.
Les ingrédients suivants ont été caractérisés dans diverses études : Huiles essentielles (composants principaux) :
- Feuilles : Sesquiterpènes oxygénés (24,6%)
- Souche : Hydrocarbures (50,6%)
- Flavonoïdes : kaempférol, chrysoériol, isorhamnétine.

## Parasites
La feuille a pour parasites Schizotetranychus ugarovi (sv), Brachynema germarii, Plebejus christophi (en), Leveillula papilionacearum, Contarinia desertorum (sv).

## Plante invasive
Sa croissance rapide, son système racinaire fort et ses faibles exigences en matière d'environnement et de climat font d’Alhagi maurorum une mauvaise herbe sérieuse. La plante peut devenir un problème, en particulier dans les systèmes de grandes cultures où l'on utilise fréquemment la charrue. Lors du travail du sol, les racines sont divisées, permettant à une plante de se développer en plusieurs individus. Pour un contrôle mécanique efficace, les racines doivent être transportées vers la surface par des cultures répétées, ce qui prend du temps et coûte cher. Un herbicide systémique est recommandé pour la lutte chimique.